# Iis Dahlia
Iis Dahlia (ur. jako Iis Laeliyah 29 maja 1972 w Indramayu) – indonezyjska piosenkarka i aktorka. Wykonuje muzykę dangdut.

## Życiorys
Działalność w indonezyjskim świecie muzyki dangdut rozpoczęła w wieku 15 lat. Popularność przyniósł jej wydany w 1990 roku utwór „Tamu Tak Diundang”, a jej drugi album sprzedał się w nakładzie 1 miliona egzemplarzy.
Zasiadała w jury programu talent show D’Academy na antenie Indosiar.

## Dyskografia
- Lagu lagu Mandarin (1986)
- Lagu lagu Mandarin (1987)
- Juned (1989)
- Tamu Tak Diundang (1990)
- Air Mata Tiada Arti (1990)
- Plin Plan (1991)
- Kumaha (1992)
- Janda Kembang (1993)
- Ibarat Mencari Jarum Dilautan (1993)
- Cinta Bukanlah Kapal (1993)
- Mata Hatiku (1994)
- Kasih (1994)
- Sakitnya Hatiku (1994)
- Payung Hitam (1995)
- Kejam (1995)
- Lupa Diri (1995)
- Darah Biru (1995)
- Cinta Yang Ternoda (1995)
- Rambut Sama Hitam (1996)
- Turun Ranjang (1996)
- Kecewa (1997)
- Aku Bagai Tawanan (1997)
- Tanda Cinta (1998)
- Ditinggal Kekasih (1999)
- Asmara Kurindu (2000)
- PadaMu Aku Bersimpuh (2001)
- Kanda (2001)
- Bagai Ranting Yang Kering (2002)
- Dangdut Samudera (2004)
- Janji Hati (2005)
- Symphoni Malam (2007)
- Tiada Duanya (2008)
- Tunjukkanlah (2008)
- Ajarkan (2010)
- Rindu (2011)
- Jomblo Senior (2014)
- Cinta Apalah Apalah (2015)
- Diva Asmara (2015)
- Mengapa (2016)

Źródło: .